# Microchaetogyne melaena
Microchaetogyne melaena là một loài ruồi trong họ Tachinidae.